# Faith Yang
Faith Yang Nai Wen (cinese tradizionale: 楊乃文; cinese semplificato: 杨乃文; pinyin: Yáng Nǎiwén; Taipei, 2 marzo 1974) è una cantante e modella taiwanese.
È cresciuta a Sydney, in Australia, e ha studiato biologia e genetica alla Sydney University.

## Biografia
Dopo essersi laureata alla Sydney University, Yang è tornata a Taiwan per dare avvio alla sua carriera musicale. Ottenne presto un seguito nel circuito universitario e dei pub di Taiwan dove si esibiva con la sua band, Monster. Nel 1996 firmò un contratto con l'etichetta discografica Magicstone Records. I suoi primi due album sono fortemente influenzati dallo stile pub rock australiano, con un sottofondo gotico che si nota in tracce come "Silence", "Fear" e "Monster", mentre il suo terzo album ha uno stile più leggero tendente al pop, con solo qualche indizio della rabbia che la contraddistingueva nelle prime due registrazioni. Tutti e tre gli album hanno ottenuto grande successo a Taiwan, e nel 2000 Faith ha vinto il premio come "Miglior Esibizione Femminile" ai Golden Music Awards, oltre ad aver avuto una nomination come "Miglior album" (per Silence).
Faith non rinnovò il contratto con la Magicstone, affermando che l'etichetta fosse diventata troppo commerciale per il genere musicale da lei affrontato. Nel 2004 firmò un contratto con la sottoetichetta della Sony Silver Fish Records. Il suo primo album con tale etichetta, "Continuation" (女爵), fu pubblicato nel dicembre del 2007; in seguito "Self-Selected", un album di cover di canzoni in inglese, è stato pubblicato ad aprile del 2009.
Faith lavora anche come modella di prodotti di moda e cosmetici, per compagnie come Rado e Neutrogena, oltre a continuare a girare Taiwan nel circuito della musica da pub. Ha anche considerato diversi ruoli come attrice. Nel 2000 ha recitato come protagonista nel film sul web 175 Degrees of Colour Blindness (175度色盲), un film in flash player composto di 20 parti, specialmente pubblicato solo su internet.

## Discografia
| Data di pubblicazione | Etichetta              | Titolo                           |
| --------------------- | ---------------------- | -------------------------------- |
| 1997                  | Magicstone             | One                              |
| 1999                  | Magicstone             | Silence                          |
| 1999                  | Magicstone             | Rest (静止) (Video musicale VCD) |
| 1999                  | Magicstone             | Monster Live CD                  |
| 2001                  | Magicstone             | Ought To (应该)                  |
| 2004                  | Rock Records           | First Selection                  |
| 2004                  | Rock Records           | Faith (Video musicale DVD)       |
| 2007                  | AsiaMuse Entertainment | Continuation (女爵)              |
| 2009                  |                        | Self-Selected                    |